# Manistee River
Der Manistee River ist ein 373 km langer Fluss im US-Bundesstaat Michigan. Er entwässert ein Areal von 4610 km². Der mittlere Abfluss am Pegel USGS 04125550 bei Wellston beträgt 49 m³/s.

## Verlauf
Der Manistee River entspringt im Südosten des Antrim County auf einer Höhe von 381 m. Von dort fließt er in überwiegend westsüdwestlicher Richtung durch den nordwestlichen Teil der Unteren Halbinsel von Michigan. Er wird vom Hodenpyl Dam und vom Tippy Dam aufgestaut. Der Manistee River durchfließt nahe der Mündung den Manistee Lake und passiert die Kleinstadt Manistee, bevor er in den Michigansee mündet.

## Natur und Umwelt
Der 41,6 km lange untere Flussabschnitt des Manistee River zwischen Tippy Dam und Michigan State Highway 55-Brücke oberhalb des Manistee Lake besitzt den Status eines National Wild and Scenic River und ist als recreational klassifiziert. Der Fluss ist bei Anglern und Kanuten beliebt. Im Frühjahr und im Herbst findet man im Fluss Lachse und Steelhead-Forellen (die anadrome Wanderform der Regenbogenforelle). Im Sommer werden hauptsächlich Glasaugenbarsche und Hechte gefangen.